# Mario Roberto Martínez
Mario Roberto Martínez Hernández (San Pedro Sula, Honduras, 30 de julio de 1989) es un futbolista hondureño. Juega como mediocampista y su equipo actual es el CD Génesis de la Liga Nacional de Honduras.

## Trayectoria
Mario Roberto Martínez es un futbolista profesional, originario de San Pedro Sula, Honduras. Mario Martínez se inició en las divisiones inferiores de Platense Junior y Real España desde donde saltó al equipo mayor. Con este equipo participó en más de 50 partidos en la Liga Nacional de Fútbol de Honduras desde el año 2006. Durante la temporada 2009-10 Mario estuvo jugando en calidad de préstamo para los equipos, Vålerenga Fotball de Noruega y el RSC Anderlecht de Bélgica.
En el 2012 pasó a formar parte del Seattle Sounders FC de la Major League Soccer a pedido del Director Técnico, Sigi Schmid. De acuerdo a Schmid, Martínez tiene una zurda muy buena y un buen disparo desde media distancia. Además de ser un jugador muy técnico. Martínez puede jugar a lo ancho del campo y por detrás de los delanteros. El 8 de noviembre de 2012 anotó el gol con el cual su equipo derrotó al Real Salt Lake y de paso clasificó a la final de la conferencia. Asimismo este fue su primer gol en la Major League Soccer.
A mediados de 2013, regresa al España. Estando allí se coronó campeón de la Liga Nacional de Honduras, frente a Sociedad. Aquel plantel fue dirigido por el costarricense Hernán Medford.
Tras el Mundial de Brasil 2014, Mario Martínez fichó por el Barcelona Sporting Club de la Serie A de Ecuador. Bajo dirección técnica del uruguayo Rubén Israel, Martínez participó del equipo que obtuvo el vicecampeonato en el Campeonato Ecuatoriano de Fútbol 2014 frente a Emelec. Es recordado por un magistral pase de gol que le dio a Ismael Blanco a través de un perfecto cobro de tiro libre en el tercer gol de la victoria de Barcelona por 3-0 ante Alianza Lima en la Copa Sudamericana 2014.
El 23 de diciembre de 2014 se confirmó su tercer regreso a Real España. Apenas disputó el Torneo Clausura 2015, participando de 27 juegos y haciendo 2 anotaciones. Al finalizar el torneo, Martínez estuvo en la órbita del Club Olimpia de Paraguay. El 28 de julio de 2015 fichó por el ENPPI Club de la Primera División de Egipto.

## Selección nacional
Mario Roberto Martínez tiene más de 30 partidos a nivel internacional. El 5 de mayo de 2014 se anunció que Martínez había sido convocado entre los 23 jugadores que disputarán la Copa Mundial de Fútbol de 2014 en Brasil con Honduras.

### Participaciones en Copas del Mundo
| Mundial                        | Sede   | Resultado    |
| ------------------------------ | ------ | ------------ |
| Copa Mundial de Fútbol de 2014 | Brasil | Primera fase |

### Participaciones en Copa Centroamericana
| Copa Centroamericana      | Sede           | Resultado    |
| ------------------------- | -------------- | ------------ |
| Copa Centroamericana 2011 | Panamá         | Campeón      |
| Copa Centroamericana 2013 | Costa Rica     | Subcampeón   |
| Copa Centroamericana 2014 | Estados Unidos | Quinto lugar |

### Participaciones en Juegos Olímpicos
| Juegos Olímpicos                 | Sede        | Resultado        |
| -------------------------------- | ----------- | ---------------- |
| Juegos Olímpicos de Londres 2012 | Reino Unido | Cuartos de final |

### Participaciones en Copa de Oro
| Copa de Oro      | Sede                    | Resultado      |
| ---------------- | ----------------------- | -------------- |
| Copa de Oro 2013 | Estados Unidos          | Semifinales    |
| Copa de Oro 2015 | Estados Unidos · Canadá | Fase de Grupos |

### Goles internacionales
| #  | Fecha      | Lugar                                       | Rival       | Goles | Resultado | Competición                |
| -- | ---------- | ------------------------------------------- | ----------- | ----- | --------- | -------------------------- |
| 1  | 11-10-2011 | Estadio Nilmo Edwards, La Ceiba             | Jamaica     | 2-1   | 2–1       | Amistoso                   |
| 2  | 16-10-2012 | Estadio Olímpico, San Pedro Sula            | Canadá      | 4-0   | 8–1       | Clasificación Mundial 2014 |
| 3  | 16-10-2012 | Estadio Olímpico, San Pedro Sula            | Canadá      | 6-0   | 8–1       | Clasificación Mundial 2014 |
| 4. | 31-5-2015  | Estadio Robert F. Kennedy, Washington D. C. | El Salvador | 1-0   | 2–0       | Amistoso                   |
| 5  | 2-9-2016   | Estadio Olímpico, San Pedro Sula            | Canadá      | 1-1   | 1–1       | Clasificación Mundial 2018 |

## Clubes
| Club             | País           | Año         |
| ---------------- | -------------- | ----------- |
| Real España      | Honduras       | 2006 - 2009 |
| Vålerenga        | Noruega        | 2009        |
| Anderlecht       | Bélgica        | 2010        |
| Real España      | Honduras       | 2010 - 2012 |
| Seattle Sounders | Estados Unidos | 2012 - 2013 |
| Real España      | Honduras       | 2013 - 2014 |
| Barcelona        | Ecuador        | 2014        |
| Real España      | Honduras       | 2015        |
| ENPPI Club       | Egipto         | 2015 - 2017 |
| Real España      | Honduras       | 2017 - 2019 |
| Marathón         | Honduras       | 2019 - 2020 |
| Real España      | Honduras       | 2020 - 2021 |
| Marathón         | Honduras       | 2021 - 2022 |
| Olancho          | Honduras       | 2022 - 2024 |
| Génesis          | Honduras       | 2024 - Act. |

## Palmarés

### Campeonatos nacionales
| Título                      | Club        | País     | Año     |
| --------------------------- | ----------- | -------- | ------- |
| Liga Nacional de Honduras   | Real España | Honduras | 2007    |
| Primera División de Bélgica | Anderlecht  | Bélgica  | 2009/10 |
| Liga Nacional de Honduras   | Real España | Honduras | 2010    |
| Liga Nacional de Honduras   | Real España | Honduras | 2013    |
| Liga Nacional de Honduras   | Real España | Honduras | 2017    |

### Campeonatos internacionales
| Título               | Club (*)              | País   | Año  |
| -------------------- | --------------------- | ------ | ---- |
| Copa Centroamericana | Selección de Honduras | Panamá | 2011 |

(*) Incluyendo la Selección.

### Distinciones individuales
| Distinción                                   | Otorgada por | Año       |
| -------------------------------------------- | ------------ | --------- |
| Mejor Novato de la Liga Nacional de Honduras | LNFPH        | 2006-2007 |